# Huai (Xia)
Huai – 8. władca Chin z dynastii Xia, panujący w latach 2040–2019 p.n.e.